# Orchestra Sinfonica di Vienna
L'Orchestra Sinfonica di Vienna (Wiener Symphoniker) è una delle orchestre più importanti della città di Vienna.

## Storia
L'orchestra venne fondata nel 1900 da Ferdinand Löwe con il nome di Wiener Concertverein (Società dei Concerti di Vienna). Nel 1913 essa si trasferì alla Konzerthaus. Nel 1919 si fuse con la Tonkünstler Orchestra e nel 1933 acquisì l'attuale denominazione. Nonostante un calo degli spettatori verificatosi negli anni venti del XX secolo, a seguito della concorrenza della radio, l'orchestra sopravvisse fino all'annessione dell'Austria da parte della Germania, e divenne poi un mezzo di propaganda del nazismo. L'orchestra cessò di esistere dal 1º settembre del 1944 a seguito della fine della seconda guerra mondiale e del nazismo.
L'orchestra riprese la sua attività un anno dopo e cioè il 16 settembre 1945, eseguendo la Sinfonia n. 3 di Gustav Mahler. Con la nomina a direttore di Josef Krips, l'orchestra venne riorganizzata e dotata di un nuovo repertorio, dopo un decennio di isolamento, e suonò al Bregenz Festival per la prima volta nell'estate del 1946.

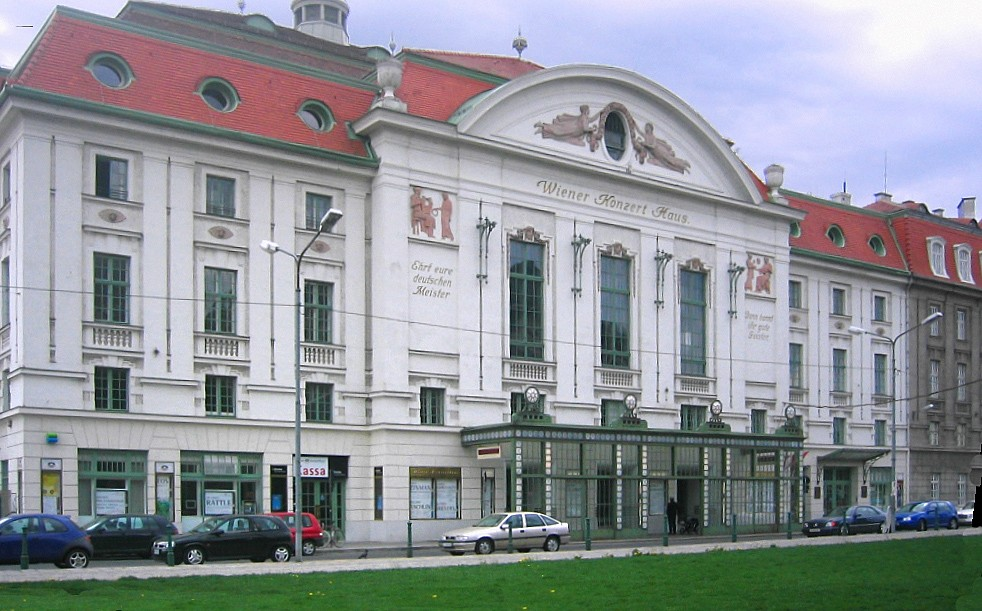
Wiener Konzerthaus, la sede dell'Orchestra Sinfonica di Vienna.

Quell'anno fu l'inizio dell'avvento alla sua guida di Herbert von Karajan che organizzò i concerti Karajan Series portando l'orchestra in tournée in tutta Europa e negli Stati Uniti. Nel 1959 l'orchestra eseguì un concerto in Vaticano alla presenza di Papa Giovanni XXIII segnando il debutto alla sua guida di Wolfgang Sawallisch.
Sotto la guida di Sawallisch fece una tournée negli Stati Uniti nel 1964 ed una in Giappone e Stati Uniti nel 1967. Sempre durante la direzione di Sawallisch vi fu la riapertura del Theater an der Wien nel 1962.
Krips tornò alla guida dell'orchestra, per un breve periodo, fra la partenza di Sawallisch e l'arrivo di Carlo Maria Giulini. Negli anni ottanta Georges Prêtre assunse la direzione dell'orchestra e ne ampliò il repertorio con musiche di compositori francesi.
Nei primi anni novanta, con l'avvento alla guida del direttore spagnolo Rafael Frühbeck de Burgos vennero aggiunte al repertorio musiche di compositori spagnoli. Nel 1997 giunse alla guida dell'orchestra il direttore russo Vladimir Fedoseev e quindi dal 2005 il direttore italiano Fabio Luisi.

## Direttori stabili
- 1900-1925 Ferdinand Löwe
- 1925-1933 Wilhelm Furtwängler
- 1933-1946 Oswald Kabasta
- 1946-1948 Hans Swarowsky
- 1948-1960 Herbert von Karajan (come direttore dei Gesellschaft der Musikfreunde)
- 1973-1976 Carlo Maria Giulini
- 1980-1982 Gennady Rozhdestvensky
- 1986-1991 Georges Prêtre
- 1991-1996 Rafael Frühbeck de Burgos
- 1997-2005 Vladimir Fedoseev
- 2005-2013 Fabio Luisi
- 2014 Philippe Jordan